# Endre Kiss
Endre Kiss (Kecskemét, 31 de agosto de 1947) es un deportista húngaro que compitió en judo. Ganó una medalla de bronce en el Campeonato Europeo de Judo de 1979 en la categoría de –86 kg.
Participó en dos Juegos Olímpicos de Verano en los años 1976 y 1980, su mejor actuación fue un decimotercer puesto logrado en Montreal 1976 en la categoría de –80 kg.

## Palmarés internacional
| Campeonato Europeo | Campeonato Europeo | Campeonato Europeo | Campeonato Europeo |
| Año                | Lugar              | Medalla            | Categoría          |
| ------------------ | ------------------ | ------------------ | ------------------ |
| 1979               | Bruselas (Bélgica) | Medalla de bronce  | –86 kg             |